# Саккуччи, Сандро
Сандро Саккуччи (итал. Sandro Saccucci; Рим, 22 августа 1943 года) — итальянский политик-неофашист. Лейтенант десантных войск. В 1972—1976 годах депутат парламента Италии от партии Итальянское социальное движение (ИСД). В 1976 году был переизбран в палату депутатов, однако к обязанностям не приступил в связи с вынужденной эмиграцией. Обвинялся в убийстве коммунистического активиста. Оправдан по суду.

## Офицер, заговорщик, депутат
Служил в десантных войсках. Придерживался крайне правых взглядов, состоял в неофашистской партии Итальянское социальное движение (ИСД). В декабре 1970 года активно участвовал в «заговоре Боргезе», руководил одной из боевых групп. После его провала был привлечён к ответственности, около года находился в заключении. Впоследствии оправдан по этому обвинению.
В 1972 году Сандро Саккуччи был избран в палату депутатов парламента Италии как представитель ИСД.

## Инцидент в Сецце
28 мая 1976 года Саккуччи участвовал в предвыборном митинге ИСД в небольшом городе Сецце. Группа коммунистов попыталась сорвать неофашистское мероприятие. Участники митинга оказали активное сопротивление. В ходе завязавшегося конфликта был убит лидер местной коммунистической молодёжи Луиджи Ди Роза и ранен леворадикальный активист Антонио Спирито. По версии следствия, выстрелы были произведены из автомобиля в котором находился Саккуччи. Сам депутат называл происшедшее актом самообороны.
Инцидент получил широкую огласку. В июне 1976 года Саккуччи вновь был избран депутатом. Но уже 27 июля он отбыл в Великобританию, а затем — через Францию и Испанию — в Аргентину. Причиной эмиграции парламентария явилось расследование убийства в Сецце. Суд признал Саккуччи виновным и заочно приговорил к 12 годам лишения свободы. После инцидента в Сецце Саккуччи был исключён из ИСД.

## В неофашистском интернационале
На тот момент в Аргентине находилась у власти правая военная хунта, идеологически близкая неофашистам. В соседней Чили правил режим генерала Пиночета. Итальянские ультраправые пользовались в этих странах режимом благоприятствования. Саккуччи также принимал участие в деятельности неформального неофашистского интернационала.

В каждой стране у нас есть место, где мы собираемся. Во всех городах с населением не менее полумиллиона. До международной организации ещё далеко, но мы всегда надеемся на солидарность наших единомышленников.

Сандро Саккуччи

После падения аргентинской хунты, в феврале 1985 года, Саккуччи был арестован в городе Кордова. Новые власти Аргентины имели к нему претензии в связи с рядом мероприятий в рамках программы «Кондор». Предполагалось, что Саккуччи имел оперативные связи со Стефано Делле Кьяйе. Однако расследование не дало результатов, и Саккуччи был освобождён.
По некоторым данным, Саккуччи состоял в масонской ложе P-2.

## Оправдательный вердикт
К середине 1980-х назначенный Саккуччи в Италии срок заключения за убийство Ди Розы сократился до 8 лет 6 месяцев. В июне 1985 года Верховный суд Италии рассмотрел апелляцию защиты и полностью оправдал Саккуччи.

## Связи и выступления
В настоящее время Сандро Саккуччи проживает в Кордове (Аргентина). Время от времени посещает Италию. Поддерживает связи с ветеранами неофашизма.
21 июня 2014 года приветствие от Саккуччи было оглашено на конференции Solidarieta Sociale («Социальная солидарность»), проведённой по инициативе Стефано Делле Кьяйе в 54-ю годовщину движения Национальный авангард.

## Политическая роль
Сандро Саккуччи считается заметной фигурой свинцовых семидесятых. Как военный, Саккуччи играл важную роль в планах Валерио Боргезе. Обладал авторитетом в военной среде, входил в руководство Национальной ассоциации десантников. Был энергичным деятелем ИСД, отличался склонностью к резким решениям. Коммунисты и левые, несмотря на оправдательный вердикт, по-прежнему возлагают на него ответственность за убийство. В ответ правые сторонники Саккуччи отмечают, что первоначальную агрессию проявили коммунисты, явившиеся на неофашистский митинг.